# Гідротранспортна система

Елементи гідротранспортної системи: 1 - головний термінал; 2 - трубопровідна магістраль з насосними станціями і апаратурою блокування; 3 - приймальний термінал

Гідротранспортна система (ГТС), (рос.гидротранспортная система, англ. hydraulic pipiline system, hydrotransport system; нім. Hydrotransportsystem n) — сукупність споруд, транспортних засобів, трубопроводів, запірної, регулівної та запобіжної арматури, допоміжного обладнання та систем автоматизованого керування, що здійснює переміщення твердих сипких матеріалів у вигляді гідросумішей. 
ГТС складається з головного і приймального терміналів та власне трубопровідної магістралі з насосними станціями і апаратурою блокування.
У залежності від призначення, продуктивності та технологічних особливостей розрізняють:
- магістральні та
- промислові (технологічні) ГТС.